# Ukrajinská lidová republika sovětů

Vlajka Ukrajinské lidové republiky sovětů
Poměr stran: neznámý

Ukrajinská lidová republika sovětů byla krátce existujícím samozvaným státním útvarem, sovětskou republikou v rámci RSFSR na území některých regionů na dnešní Ukrajině (tehdy byly dosud některé regiony součástí Ruského impéria). Ve dnech 24. – 25. prosince 1917 se konal v Charkově první Všeukrajinský sjezd sovětů, který prohlásil Ukrajinu sovětskou republikou. Sjezd rozhodl o budoucím vytvoření federace s Ruskou sovětskou federativní socialistickou republikou (RSFSR). Poté bylo na ukrajinském území vyhlášeno několik sovětských i nesocialistických státních útvarů: Ukrajinská lidová republika sovětů, Doněcko-krivorožská sovětská republika, Oděská sovětská republika, Ukrajinská lidová republika a Západoukrajinská lidová republika. V březnu roku 1918 se všechny sovětské republiky sloučily do Ukrajinské sovětské republiky s hlavním městem v Charkově.